# スレムスキ・カルロヴツィ
スレムスキ・カルロヴツィ（セルビア語:Сремски Карловци / Sremski Karlovci）は、セルビアの町、およびそれを中心とした基礎自治体（オプシュティナ）であり、同国北部を占めるヴォイヴォディナ自治州の南部、ドナウ川沿いに位置しており、自治州の州都であるノヴィ・サドからは8キロメートル南にある。2002年の時点で、人口は8,839人であった。

## 呼称
セルビア語では、町の名前はスレムスキ・カルロヴツィ（Сремски Карловци / Sremski Karlovci）であり、ドイツ語ではカルロヴィッツ（Karlowitz）、ハンガリー語ではカルローツァ（Karlóca）、トルコ語ではカルロフチャ（Karlofça）と呼ばれる。かつてのセルビア語での名称は単にカルロヴツィ（Карловци / Karlovci）であり、今日でもよく使われているが、公式な名称ではない。

## 地理
カルロヴツィはスレム地方に位置している。

## 歴史

### 古代・中世
かつて、ローマ帝国の小さな要塞がこの場所に置かれていた。歴史上の文献に記された最古の記録は1308年のものであり、「カロム」（Karom）の名で示されている。カロム要塞は、かつてのローマ帝国の要塞の跡の上に築かれていた。1521年まで、カロムはハンガリー貴族の所有であり、バートリ家やモロヴィッチ家（Morović）などが支配していた。
オスマン帝国の軍事指揮官・バリ・ベグが1521年にカロムを制圧し、その後170年にわたり、町はオスマン帝国の統治下となった。この町のスラヴ語呼称・「カルロヴツィ」が初めて登場するのは1532年/33年のことである。オスマン帝国の統治下では、町の住民の大部分はセルビア人であり、この他に少数のトルコ人がいた。1545年のオスマン帝国のデフテル（defter）によると、カルロヴツィには、キリスト教徒（主にセルビア人）の家が547世帯あり、オスマン帝国全体で最もセルビア人の多い町であった。当時、町には3つの正教会の聖堂と修道院があった。

### オーストリア・ハンガリー統治時代

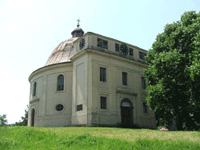
カルロヴィッツ条約の交渉が行われたカペラ・ミラ礼拝所

1698年11月16日から1699年1月26日までの間、カルロヴツィの町はオスマン帝国と神聖同盟（Holy League）の戦争終結のための交渉の場となった。神聖同盟は、対オスマン帝国で結ばれたヨーロッパ諸国の同盟であり、ハプスブルク君主国やポーランド・リトアニア共和国、ヴェネツィア共和国、ロシア・ツァーリ国などが加わっていた。この交渉では、国際政治の場において初めて円卓が使用された。
この講和条約のあと、町はハプスブルク君主国の領土となり、軍政国境地帯の一部となった。1702年のデータによると、町には215の正教徒の世帯と、13のカトリック教徒の世帯があった。1753年のデータによると、町の人口は3,843人であり、うち3,110人は民族的にはセルビア人であった。
カルロヴツィは、ハプスブルク君主国におけるセルビア人の文化的・政治的中心地であった。セルビア正教会の府主教はこの町に居住していた。今日でも、セルビア総主教の称号には、「カルロヴツィ府主教（Metropolitan of Karlovci）」が含まれている。1791年8月3日には最初期のセルビアの初等学校が開設された。この3年後、正教会の神学校も開設された。これは、キエフの神学校に次いで世界で2番目に古い正教の神学校であった。現在もこの神学校は存在している。

### 近現代

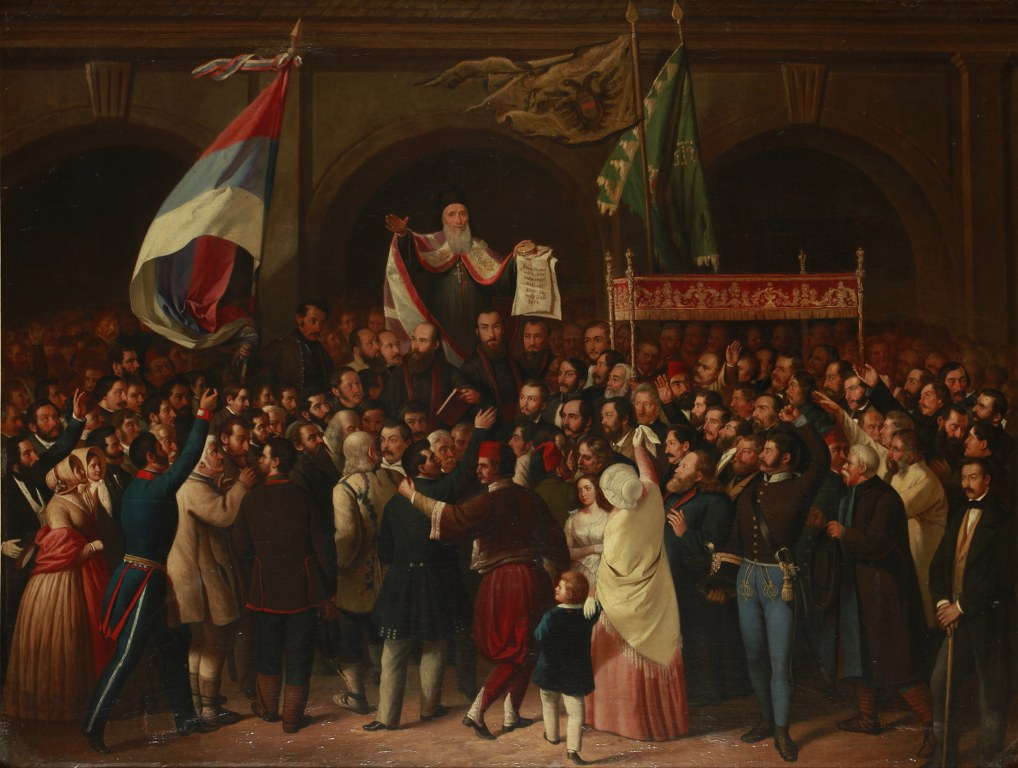
セルビア・ヴォイヴォディナ宣言。1848年、スレムスキ・カルロヴツィにて。

カルロヴツィにて1848年に開かれた5月議会（May Assembly）では、スレム、バナト、バチュカ、バラニャ（ハンガリー領の軍政国境地帯の一部を含む）が自治州セルビア・ヴォイヴォディナへと統合された。州都ははじめカルロヴツィに置かれたが、後にゼムン、ズレニャニン（ヴェリキ・ベチケレク）、ティミショアラ（テミシュヴァル）へと移転した。同時に、カルロヴツィ府主教の地位は総主教へと格上げされ、カルロヴツィ総主教（Patriarchate of Karlovci）となった。カルロヴツィ府主教はハンガリー領内のセルビア人のための教会の首座であった。
セルビア・ヴォイヴォディナは1848年にセルビア・ヴォイヴォディナおよびタミシュ・バナト（Vojvodina of Serbia and Tamiš Banat）に再編され、カルロヴツィはその領域から外れて再び軍政国境地帯の一部とされた（スラヴォニア・クライナ）。1881年に軍政国境地帯が廃止されると、オーストリア＝ハンガリー帝国の自治領邦であるクロアチア・スラヴォニア王国の領域に組み込まれた。
第一次世界大戦の結果として、1918年に町はセルビア人・クロアチア人・スロヴェニア人王国（後にユーゴスラビア王国）の一部となった。同国の建国に伴い、1920年には、カルロヴツィ府主教の地位はベオグラード府主教（旧セルビア王国）、ペーチ総主教（旧モンテネグロ王国）と統合されてセルビア総主教となった。
1920年代には、ロシアの亡命白軍指導者ピョートル・ヴラーンゲリの司令部が置かれた。現在もヴラーンゲリの像がこの地に建っている。また、初期の頃の在外ロシア正教会の聖シノドが置かれていた（そのためこの時の聖シノド組織のことを「カルロヴツィ・シノド」と呼ぶ事がある）。
1929年から1941年まで、カルロヴツィはドナウ州の一部となった。第二次世界大戦の間、町は枢軸国に占領され、ウスタシャの支配するクロアチア独立国の領域に組み込まれた。この間、町の名前はフルヴァツキ・カルロヴツィ（Hrvatski Karlovci）とされた。終戦後、ユーゴスラビア社会主義連邦共和国の成立により、町はヴォイヴォディナ自治州の一部となった。
1980年から1989年まで、スレムスキ・カルロヴツィは、合同でノヴィ・サド市を形成する7つの自治体のうちの1つであったが、ノヴィ・サド市が単一の自治体に移行することになったとき、新しいノヴィ・サド自治体への編入を拒否し、単立のスレムスキ・カルロヴツィ自治体となった。
セルビア政府は、一極集中是正の計画の一端として、セルビア憲法裁判所をスレムスキ・カルロヴツィに移転する計画を発表している。カルロヴツィがセルビアの歴史上重要な役割を果たしてきた町であること、そしてベオグラードから近いことを鑑み、この町が移転先に選ばれた。計画では、2010年中にはカルロヴツィの建物のひとつを憲法裁判所が収用する予定となっている。この計画はセルビアの司法制度改革の一端として行われ、三権分立を象徴するものである。

## 人口

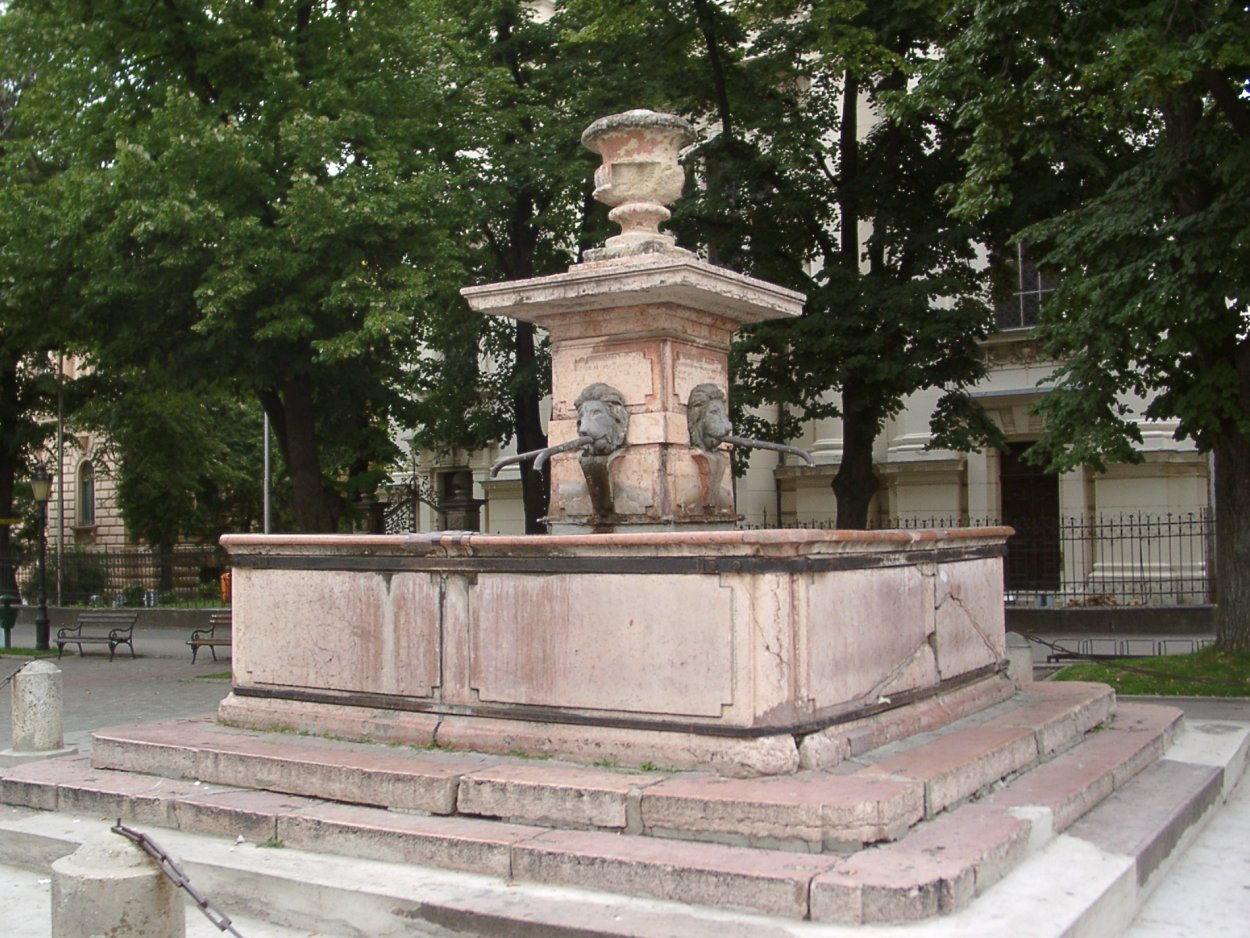
スレムスキ・カルロヴツィの中心部にある四頭の獅子の泉（Fountain "Four Lions"）

- 1961年: 6,390人
- 1971年: 7,040人
- 1981年: 7,547人
- 1991年: 7,534人

### 民族別
2002年の国勢調査によると、スレムスキ・カルロヴツィ自治体の民族別人口は、以下のとおりである。
- セルビア人（75.39%）
- クロアチア人（8.51%）
- ユーゴスラビア人（2.87%）
- マジャル人（2.43%）
- モンテネグロ人（1%）

## 政治

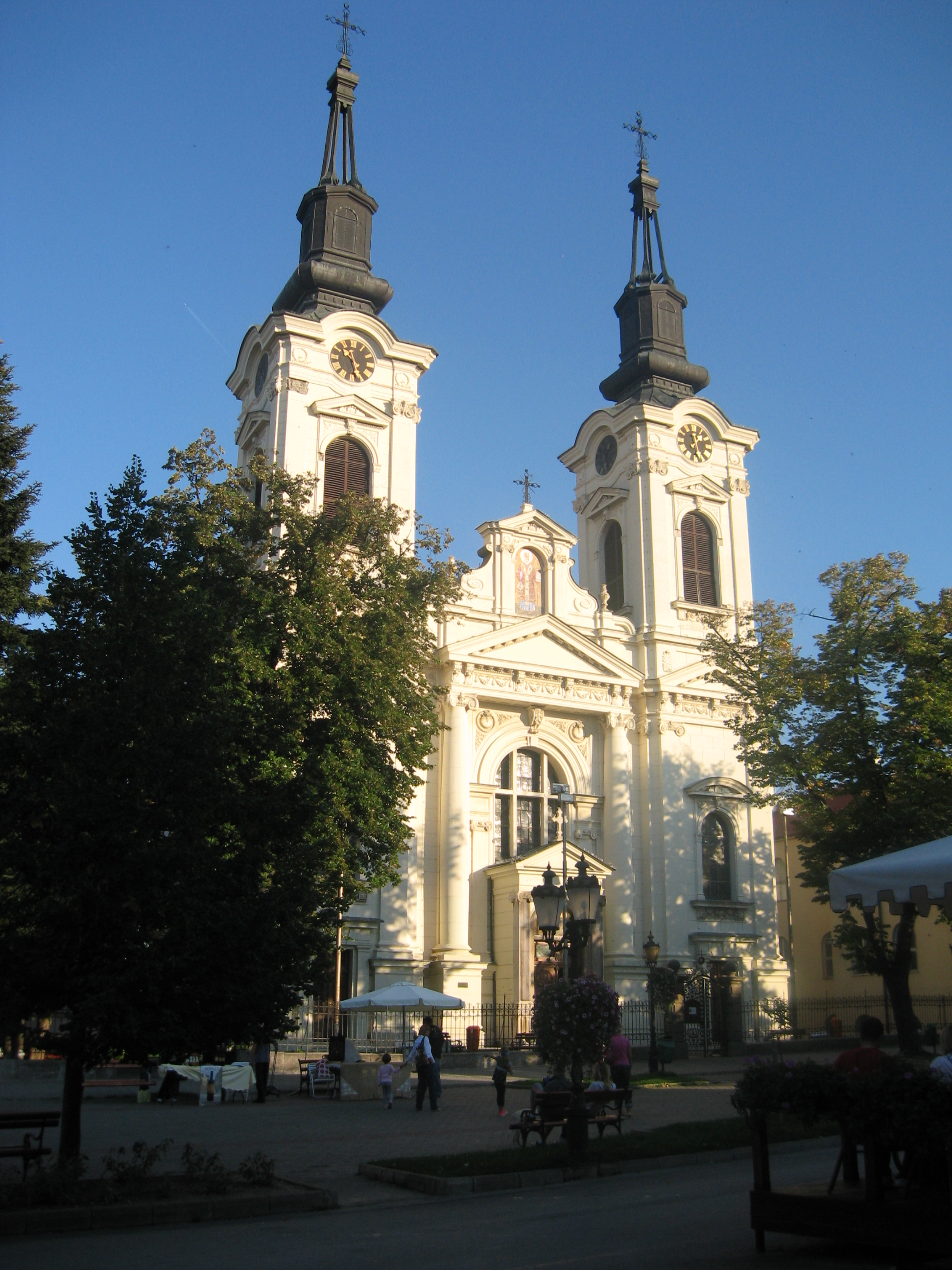
正教会の聖ニコライ大聖堂

1989年まで、スレムスキ・カルロヴツィは、複数の自治体が合同して運営するノヴィ・サド市の一部であった。各自治体を統合して単一のノヴィ・サド自治体を作ることになったとき、スレムスキ・カルロヴツィでは住民投票によってノヴィ・サド市からの分離を決め、独立したスレムスキ・カルロヴツィ自治体となった。スレムスキ・カルロヴツィはスレム地方に区分されるが、スレム郡ではなく、ノヴィ・サドと同じ南バチュカ郡に属している。
2008年5月11日に行われた地方選挙（Serbian local elections, 2008）では、スレムスキ・カルロヴツィ自治体の新しい市議会議員が選出され、セルビア急進党による市政に終止符を打った。市議会では、政党連合「ヨーロッパ・スレムスキ・カルロヴツィのために」を構成するG17+から、ライコ・マリンコヴィッチ（Rajko Marinković）を新しい市長として選出した 。

## 学校
- カルロヴツィ・ギムナジウム（Gymnasium of Karlovci）
- 聖アルセニイェ高等神学校（Clerical High School of Saint Arsenije）

## 姉妹都市
- エイメ（Eymet）, フランス
- ティヴァト, モンテネグロ（2007）
- ノヴォチェルカッスク, ロストフ州, ロシア
- セルギエフ・ポサード, モスクワ州, ロシア
- バタイスク, ロストフ州, ロシア
- バルデヨフ, スロバキア

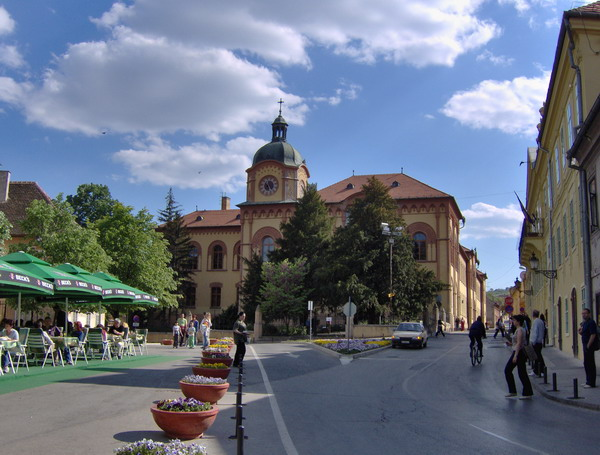
カルロヴツィ・ギムナジウム